# Nguyễn Doãn Khánh
Nguyễn Doãn Khánh (sinh năm 1956) là một chính khách người Việt Nam, Phó Chủ tịch Hội Luật gia Việt Nam. Ông nguyên là Đại biểu Quốc hội Việt Nam khóa XIII, nguyên Phó Chủ nhiệm Ủy ban Pháp luật của Quốc hội.

## Thân thế và sự nghiệp
Ông sinh ngày 15 tháng 8 năm 1956, nguyên quán tại xã Sơn Dương, huyện Lâm Thao, tỉnh Phú Thọ.
- Tốt nghiệp Đại học Luật Hà Nội (Cử nhân luật)
- Trình độ lý luận chính trị: Cử nhân
- Ngày vào Đảng Cộng sản Việt Nam: 25 tháng 02 năm 1982, Ngày chính thức: 25 tháng 02 năm 1983
- Đại biểu Quốc hội Việt Nam khóa XIII, Ủy viên Ban Chấp hành Trung ương Đảng Cộng sản Việt Nam khóa XI, Bí thư Tỉnh ủy kiêm Chủ tịch Hội đồng nhân dân tỉnh Phú Thọ.

Ngày 4 tháng 2 năm 2013, trong buổi họp đầu tiên của Ban Nội chính Trung ương, ông Nguyễn Doãn Khánh là một trong ba Phó Trưởng ban.
Ngày 9 tháng 11 năm 2015, Ủy ban Thường vụ Quốc hội đã phê chuẩn ông giữ chức Phó Chủ nhiệm Ủy ban Pháp luật của Quốc hội kể từ ngày 15 tháng 11 năm 2015.
Tháng 8 năm 2016, ông được nghỉ chính sách.